# Maciej Łukaszczyk
Maciej Łukaszczyk, né le 11 mars 1934 à Varsovie en Pologne et décédé le 2 juin 2014 à Poznań, est un pianiste et répétiteur polonais.

## Biographie
Łukaszczyk est né à Varsovie, en Pologne, en mars 1934. Pendant l'occupation de la Pologne (1934-45), durant la Seconde Guerre mondiale, il étudia la musique de Mozart avec son frère jumeau Jacek Łukaszczyk (1934–2013). Durant les années 1950, il a étudié à l'Université de musique Frédéric-Chopin. Ses professeurs étaient  Margerita Kazuro-Trombini, Zbigniew Drzewiecki et Jan Ekier. Par la suite, il étudie à l'Universität für Musik und darstellende Kunst Wien avec Hans Kann. Il appronfondit sa connaissance de Frédéric Chopin. Dans son pays comme à l'étranger, il interprète régulièrement Chopin. En 1966, Łukaszczyk s'installe à Darmstadt. Au début, il travaille comme répétiteur au Landestheater Darmstadt. En 1970, il a créé la Société Chopin (en allemand, Chopin-Gesellschaft), qu'il a dirigée pendant 44 ans. 

## Honneurs
- 1991 : prêt Orde du Mérite de la République fédérale d'Allemagne.
- 1999 : Ordre du Mérite de la république de Pologne.
- 2004 : Johann-Heinrich-Merck-Honneur de la ville de Darmstadt.